# GLASSY (歌曲)
《Glassy》是一首由南韓歌手曹柔理演唱的歌曲，收錄於她的同名首張單曲專輯中。這首歌於2021年10月7日由WAKEONE發行，作為該專輯的主打單曲推出。

## 背景與發行
在2021年9月24日，WAKEONE宣布曹柔理將以首張單曲專輯《Glassy》展開個人出道，專輯定於10月7日發行。隨後，10月1日公佈了專輯的曲目列表，確認《Glassy》為主打單曲。10月3日釋出了專輯的精華試聽影片，並在10月4日和6日陸續推出《Glassy》的音樂錄影帶預告。最終，歌曲連同專輯及完整音樂錄影帶於10月7日正式公開。

## 作曲與製作
《Glassy》的歌詞由黃宥彬（Hwang Yu-bin）創作，作曲部分則由朴宇尚（Park Woo-sang）、Bottle Paik、Boran以及Inner Child (MonoTree)共同完成，編曲則由Minky負責。這首歌被形容為一首充滿活力且洗腦的流行舞曲作品，並以曹柔理極具魅力的嗓音為特色。歌曲的音樂調性為F#大調，節奏為每分鐘125拍。

## 商業表現
《Glassy》在韓國的Gaon數位排行榜中，於2021年第41週（10月3日至9日）首次進榜，排名第167名，並在第43週（10月17日至23日）升至第137名。
在細項榜單上，這首歌於Gaon下載榜（Gaon Download Chart）首次亮相排名第17名，並在Gaon背景音樂榜（Gaon BGM Chart）排名第145名。此外，在Gaon串流榜（Gaon Streaming Chart）中，歌曲於第42週（10月10日至16日）排名第169名，隨後在第44週（10月24日至30日）上升至第146名。
在國際榜單上，《Glassy》進入了Billboard K-pop Hot 100，於2021年10月30日的榜單中首次亮相，排名第100名，並在隔週上升至第84名。

## 宣傳活動
在專輯《Glassy》發行當天，曹柔理舉辦了一場名為「Jo Yuri The 1st Single Album [Glassy] Showcase」的線上直播活動，透過UNIVERSE平台與粉絲互動，介紹專輯中的歌曲，包括主打歌《Glassy》。

### 電視節目
| 電視節目       | 日期     | ref    |
| -------------- | -------- | ------ |
| 音乐银行       | 10月8日  | [ 19 ] |
| 音乐银行       | 10月15日 | [ 20 ] |
| 音乐银行       | 10月22日 | [ 21 ] |
| Show Champion  | 10月13日 | [ 22 ] |
| Show Champion  | 10月20日 | [ 23 ] |
| Show! 音樂中心 | 10月9日  | [ 24 ] |
| Show! 音樂中心 | 10月16日 | [ 25 ] |
| Show! 音樂中心 | 10月23日 | [ 26 ] |
| M Countdown    | 10月14日 | [ 27 ] |
| THE SHOW       | 10月12日 | [ 28 ] |
| THE SHOW       | 10月19日 | [ 29 ] |
| 人气歌谣       | 10月10日 | [ 30 ] |
| 人气歌谣       | 10月17日 | [ 31 ] |
| 人气歌谣       | 10月24日 | [ 32 ] |

## 榜單
| 性質   | Chart (2021)         | Peak position |
| ------ | -------------------- | ------------- |
| 周榜單 | 南韓 (Gaon)          | 137           |
| 周榜單 | 南韓 (K-pop Hot 100) | 84            |
| 月榜單 | 南韓 (Gaon)          | 149           |

## 發行歷史
| 地區 | 日期          | 格式                  | 廠牌                |
| ---- | ------------- | --------------------- | ------------------- |
| 全球 | 2021年10月7日 | 數位音樂下載 串流媒體 | WAKEONE Stone Music |